# NGC 5866
NGC 5866 (Галактика Веретено, другие обозначения — UGC 9723, MCG 9-25-17, ZWG 274.16, IRAS15051+5557, PGC 53933, M102(?)) — галактика в созвездии Дракон.
Этот объект входит в число перечисленных в оригинальной редакции «Нового общего каталога».
По всей видимости, галактика открыта в 1781 году французским астрономом Пьером Мешеном. Однако грубая ошибка в измерении координат не позволила в дальнейшем подтвердить открытие. В 1788 году независимо открыта английским астрономом Уильямом Гершелем.
Галактика наблюдается практически с ребра, что позволяет видеть тёмные области космической пыли, находящиеся в галактической плоскости.
Галактика Веретено находится на расстоянии примерно в 44 млн световых лет. Свету требуется около 60 тысяч лет, чтобы пересечь всю галактику.